# Pleucadeuc
Pleucadeuc (bret. Plegadeg) – miejscowość i gmina we Francji, w regionie Bretania, w departamencie Morbihan.
Według danych na rok 1990 gminę zamieszkiwało 1376 osób, a gęstość zaludnienia wynosiła 40 osób/km² (wśród 1269 gmin Bretanii Pleucadeuc plasuje się na 456. miejscu pod względem liczby ludności, natomiast pod względem powierzchni na miejscu 208.).